# Adam z Valdštejna
Adam mladší z Valdštejna, zvaný Dlouhý (1569 / 8. června 1570 – 24. srpna 1638 Praha) byl český šlechtic, nejvyšší pražský purkrabí z rodu Valdštejnů. Významným historickým pramenem je jeho dodnes dochovaný deník.

## Rodina
Jeho rodiči byl Jan z Valdštejna († 1576) a jeho druhá manželka Magdaléna z Vartenberka († 1592). Jako jeho otec i Adam mladší byl dvakrát ženatý. Jeho první manželkou byla Alžběta Brtnická z Valdštejna († 1614), druhou manželkou se stala Johana Emílie ze Žerotína († po 1633), dcera Viktorina ze Žerotína. S oběma manželkami měl 5 synů: Rudolfa, Maxmiliána, Bertolda, Jana Viktora a Karla.

## Život

Znak rodu Valdštejnů

Pocházel z rodiny staroutrakvistické, ovšem záhy konvertoval ke katolicismu. V mládí se mu dostalo podprůměrného vzdělání, ale to mu nezabránilo, aby dosáhl značných kariérních úspěchů, nejprve se uchytil na rudolfínském dvoře, kde se stal v roce 1606 nejvyšším štolmistrem, od roku 1608 vykonával funkci nejvyššího zemského sudího a v roce 1611 povýšil na nejvyššího zemského hofmistra. 
Adam si vydobyl pověst smířlivého politika, „muže kompromisu“, což se projevilo jak při jednáních o Rudolfův majestát v roce 1609, tak v zjitřené době roku 1611 a důležitou zkouškou potom bylo období stavovského povstání 1618–1620, kdy se neúspěšně snažil najít společnou řeč mezi stavy a králem Ferdinandem II., načež po zvolení Fridricha Falckého za českého krále odešel do saského exilu. 
Po návratu do Čech v roce 1621 se i Adam podílel na koupích konfiskovaných statků a znovu se stal hofmistrem. Zároveň také v některých případech vystupoval ve prospěch svých protestantských příbuzných. V roce 1627 dosáhl vrcholu kariéry v úřadu nejvyššího purkrabího. V roce 1628 získal do své správy třebíčské panství.
Nikdy sice nezískal tak velkolepý majetek jako jeho známější příbuzný Albrecht z Valdštejna (1583–1634), ale vzhledem k tomu, že se mu majetek podařilo pro potomstvo zachovat, představovalo Adamovo dědictví důležitý základ pro rod do budoucna.